# ОШ Светозар Марковић Лесковац
ОШ „Светозар Марковић” у Лесковцу, једна је од установа основног образовања на територији града Лесковца, основана у част прославе стогодишњице Првог српског устанка, 1904. године.
При оснивању имала је три зграде, две крај реке и једну у порти Саборне цркве. Већа зграда „крај реке”, у коју су ишли само дечаци, одмах је названа „Мушка школа”, имала је 6 учионица, а преко пута ње мала зграда за девојчице „Женска школа“ је имала 5 учионица. На великој народној свечаности 12. децембра, школа је освештена и откривена је спомен-плоча. Та част припала је учитељу Јовану Биволаревићу, најзаслужнијем за подизање нових школских зграда. Датум оснивања се обележава као Дан школе.
„Школа поред реке”, која је дуго носила ово име због свог положаја, непосредно после Првог светског рата добила је ново име „Основна школа Првог кварта”, зато што је смештена у самом центру града. И те далеке 1926. године управитељ школе Јован С. Јовановћ, отвара и прво забавиште у школи.
Од школске 1952/1953. године школа носи име борца за људска права Светозара Марковића.
У непосредној близини школе налазе се зграда Скупштине Општине, Центар за стручно усавршавање, Дечји диспанзер, Градски музеј, Народно позориште, главна пошта, централни градски парк.
Територијално, школа обухвата децу из месних заједница Центар, Стојан Љубић и Хисар. Припадају јој и месне заједнице села Доња Јајина, Шишинце и  села Kуколовце. Просторно и функционално, зграда је намењена раду са око 500 ученика у једној смени. Школу похађа око 900 ученика, различитог националног, интелектуалног и социјалног статуса, распоређених у 36 одељења и постоји стална потреба за проширењем радног простора и материјалне основе рада.